# Бабенко Трохим Іванович
Трохи́м Іва́нович Бабе́нко (Отаман Голий) (22 липня 1897, с. Хрещатик Черкаського повіту Київської губернії — 15 грудня 1921) — український військовий діяч часів УНР; повстанський отаман (1919 — 1921), керівник Мліївської республіки.

## Життєпис
Трохим Іванович Бабенко (псевдо — Голий) народився 1897 року в селі Хрещатик Черкаського повіту. Походив він із родини заможного селянина Івана Дмитровича та Тетяни Василівни Бабенків.
Закінчив церковно-парафіяльну та земську школи.
Вступив до Київського університету (невідомо, чи вдалося його закінчити).
Деякий час працював учителем та директором Шелепуської школи Черкаського повіту.
Учасник Першої світової війни. Військове звання — єфрейтор царської армії.
Після 1917 року — Старшина Армії Української Народної Республіки.
У 1919 році деякий час підтримував радянську владу, призначений воєнкором у м. Городище.
Розчарувавшись у політиці терору більшовиків проти українського населення, узяв участь ув антибільшовицькому русі.
У 1920 році — повстанський отаман, керівник Мліївської республіки.
Діяв у районі Городища, Канева, Корсуня, Млієва, Орловця, Буди-Орловецької, ст. Воронцовської, с. Великого Старосілля, Хрещатика. Переправлявся і на Лівобережжя: рейдував у районі сіл Домантове, Богушкова Слобідка (тепер Благодатне), Хрести та ін. У середині 1920 року взяв штурмом Черкаси та деякий час утримував місто.
Керівне ядро загону становили: Баклицький Оника, Баклицький Яків, Буркут Харитін (начальник штабу), Вовк Павло, Заєць Гнат, Краснюк Платон, Панько Павло, Паламар Семен, Педоренко Олекса, Подупейко Олекса, Шевченко Артем, Сагач Дмитро (командир кінноти). У визвольній боротьбі брав участь і молодший брат Трохима Голого — Устим «Голенко», або ж «Гольонок» (1905 р. н.), що був помічником отамана Антона Грозного. Устим потрапив до засідки, яку влаштувала єврейська «самооборона» та був убитий в урочищі Три Липи біля Городища. Після цього Трохим, відповідно до реалій того жахливого часу, відплатив низкою антиєврейських акцій.
Керівнику Мліївської республіки підпорядковувались отаман Олексій Добровольський (що раніше створював та підтримував радянську владу у Мошнах) та інші повстанські отамани Черкащини.
Наприкінці 1920 року загін Голого нараховував до 7000 козаків, або більше, бо в листопаді 1920 року на обліку штабу 11-ї червоної дивізії в Черкаському повіті, де діяв Голий, було «27 тысяч бандитов и до 5 тысяч сочувствующих бандитизму местного населения».
Для нейтралізації непокірної республіки та знищення повстанського Отамана Мліївської гайдамацької січі, в ЧК розробили та провели спецоперацію. До отамана був засланий агент ЧК, який розповів йому, що у Софіївці декілька червоноармійців тримають під арештом його наречену — Хтодоську Бондарець із села Михайлівська Гута (чекісти вистежили цю вагітну жінку і згодом забили до смерті шомполами). Трохим Голий із невеликим загоном гайдамаків поїхав до Софіївки. Але на них чекала добре озброєна чекістська кіннота.
Трохим Голий (Бабенко) та його невеликий загін був оточений і знищений 15 грудня 1921 року під Кумейками великим загоном більшовиків. Місце поховання отамана невідоме.